# Dalcerides ingenita
Dalcerides ingenita là một loài bướm đêm (moth) trong họ Dalceridae. Loài này được Henry Edwards mô tả vào năm 1882 Chúng được tìm thấy tại miền Nam của Arizona, các dãy núi phía bắc dọc vùng Flagstaff, chúng cũng được tìm thấy tại miền Nam Texas và Mexico. Ấu trùng của loài này sẽ ăn các loài cây Arctostaphylos pungens, Quercus emoryi và Quercus oblongifolia. Trong tự nhiên, loài có rất nhiều kẻ thù, chính thế, chúng làm mọi cách để chống lại những kẻ mạnh hơn mình, nếu một con kiến đang mải miết với việc ăn loài này, miệng nó sẽ bị bít đầy bởi chất nhầy nhầy mà sâu bướm tiết ra trên toàn thân nhìn giống như hàng chục nốt mụn cóc gớm ghiếc nhưng không kém phần nguy hiểm.